# Encarnación García Bonilla
Encarnación García Bonilla (ur. 4 października 1979 r. w Grenadzie) – hiszpańska siatkarka, reprezentantka kraju, środkowa bloku.

## Kluby
- CV Benidorm (2002–2003)
- CV Albacete (2004–2008)
- CV Ciutadella (2008–2009)
- Gruppo Murcia 2002 (2009–2010)
- UGSE Nantes Volley Féminin (2010–2011)
- CV Murillo (2011–2012)
- Gruppo Murcia 2002 (2012–2013)